# Rudolf Wrbna-Freudenthal
Hrabě Rudolf III.[zdroj⁠?!] Bruntálský z Vrbna (německy Rudolf III.[zdroj⁠?!] von Wrbna und Freudenthal či Rudolf Wrbna-Freudenthal , 27. února 1831 Brno – 4. července 1893 Holešov) byl český šlechtic z rodu Bruntálských z Vrbna, voják císařské armády.

## Život
Narodil se jako syn Rudolfa Bruntálského z Vrbna a jeho manželky Marie Konstancie Chorinské z Ledské.
Zprvu působil jako důstojník v rakouské armádě, v roce 1851 byl povýšen do hodnosti rytmistra a v roce 1856 odešel z aktivní služby.

### Manželství a potomstvo
V roce 1856 se oženil s uherskou šlechtičnou Wilhelmine Christine Kiss de Nemeskér (ovdovělou de Salamon) a jejich děti částečně pokračovaly v odkazu vzdáleného strýce Rudolfa Evžena Bruntálského z Vrbna. Majetky zdědil jediný syn Rudolf Kristián Wrbna-Kounic a jedna z jeho dvou dcer, Agatha se provdala za Karla Freudenthala.